# Green Car Congress
Green Car Congress (GCC) é um website dedicado a prover informações sobre opções de energia, tecnologias, produtos, padrões e políticas relacionadas ao transporte sustentável.
O grupo publica diariamente informações sobre padrões de mobilidade que protegem o meio-ambiente.